# Fredy Perlman
Pour les articles homonymes, voir Perlman.
Fredy Perlman est un écrivain, éditeur et militant né le 20 août 1934 à Brno en Tchécoslovaquie et mort le 26 juillet 1985  à Détroit aux États-Unis. Son œuvre la plus populaire, Against His-Story, Against Leviathan!,, détaille la montée de la domination de l'État avec un récit de l'Histoire à travers la métaphore du Léviathan de Thomas Hobbes. Le livre reste une source d'inspiration majeure pour les perspectives anarcho-primitivistes dans l'anarchisme contemporain. Bien que Perlman déteste l'idéologie et prétende que le seul « -iste » auquel il répondrait était « violoncelliste », son travail à la fois comme un auteur et éditeur est très influent sur la pensée anarchiste moderne.

## Biographie

### Jeunesse
Perlman est né en Brno en Tchécoslovaquie. Il émigre avec ses parents à Cochabamba (Bolivie) en Bolivie en 1938 juste avant l'annexion des Sudètes par les nazis. La famille Perlman passe aux États-Unis en 1945 et finit par s'installer à Lakeside Park au Kentucky.
En 1952, il fréquente le Morehead State College dans le Kentucky, puis UCLA de 1953 à 1955. Perlman travaille dans le quotidien The Daily Bruin (en), le journal de l'école. Lorsque l'administration universitaire modifie la constitution du journal pour l'interdire de désigner ses propres éditeurs, comme c'était de coutume, Perlman quitte le journal et publie un journal indépendant avec quatre autres collaborateurs, The Observer, qu'ils distribuent à l'arrêt de bus du campus, car l'administration leur interdit de le distribuer dans le campus.
En 1956-1959 il fréquente l'université Columbia où il rencontre sa future compagne Lorraine Nybakken. Il s'inscrit en tant qu'étudiant de la littérature anglaise, mais concentre rapidement ses efforts dans la philosophie, la science politique et de la littérature européenne.Charles Wright Mills est un professeur particulièrement influent pour lui à cette époque.

### Voyages et études
À la fin de 1959, Perlman et sa femme font un voyage à travers le pays en scooter, la plupart du temps sur les routes à deux voies se déplaçant à 40 km/h. De 1959 à 1963, ils vivent dans le Lower East Side (quartier sud-est) de Manhattan alors que Perlman travaille sur une analyse statistique des ressources de la planète avec John Ricklefs. Ils participent à des activités antinucléaires et pacifistes avec le Living Theatre et d'autres. Perlman est arrêté après un sitting à Times Square en l'automne 1961. Il devient imprimeur pour le Living Theatre et pendant ce temps écrit The New Freedom, Corporate Capitalism, et une pièce de théâtre, Plunder, qu'il publie lui-même.
En 1963, lui et sa femme quittent les États-Unis et s'installent à Belgrade en Yougoslavie après avoir vécu quelques mois à Copenhague et Paris. Perlman reçoit une maîtrise en économie et un doctorat à la faculté de droit de l'université de Belgrade, sa dissertation intitulée Conditions for the Development of a Backward Region (1966), créé un scandale parmi certains membres de la faculté. Au cours de sa dernière année en Yougoslavie, il est membre de l'Institut de planification pour le Kosovo et la Métochie.

### Vie professionnelle
Entre 1966 et 1969 le couple vit à Kalamazoo (Michigan). Perlman donne des cours de sciences sociales à la Western Michigan University et a créé l'indignation chez certains membres de la faculté car ses étudiants gèrent leurs cours et leurs notes eux-mêmes. Au cours de sa première année à Kalamazoo lui et Milos Samardzija, un de ses professeurs de Belgrade, traduisent les Essais sur la théorie de la valeur de Marx de Isaak Roubine. Perlman écrit une introduction à l'ouvrage Essay on Commodity Fetishism,,.
En mai 1968, après des conférences pendant deux semaines à Turin, Perlman va à Paris dans le dernier train avant que la circulation ferroviaire ne soit fermée par les grèves qui balayaient l'Europe occidentale à cette époque. Il participe aux évènements de mai à Paris et a travaille au centre Censier avec le comité d'usine de Citroën. Après son retour à Kalamazoo en août, il collabore avec Roger Grégoire à écrire la brochure Worker-student action committees, France, May '68,,.
Au cours de sa dernière année à Kalamazoo, Perlman quitte l'université et avec plusieurs autres personnes, en majorité des étudiants, lance le magazine Black and Red,, dont six numéros paraissent. Saisie et mise en page se font chez Perlman et l'impression au Radical Education Project de Ann Arbor au Michigan. En janvier 1969 Perlman complète The Reproduction of Daily Life,. Lors d'un voyage en Europe au printemps 1969, il passe plusieurs semaines en Yougoslavie et il écrit Revolt in Socialist Yugoslavia,, réprimée par les autorités, qui désignent cela comme un complot de la CIA.
En août 1969, il déménage à Détroit, où il a écrit The Incoherence of the Intellectual : C. Wright Mills’ Struggle to Unite Knowledge and Action, et traduit La Société du spectacle, de Guy Debord. Cette édition est jugée par Debord lui-même comme contenant des « défauts ... assez visibles ». Cependant, l'essayiste anglais Andy Merrifield la trouve assez bonne.
En 1970, Perlman fait partie d'un groupe qui crée l'imprimerie coopérative de Détroit avec un équipement de Chicago. Durant la décennie suivante, les tirages de Black & Red se font là-bas, ainsi que d'innombrables autres projets allant de tracts à des journaux ou des livres. Le magazine produit des ouvrages à travers différentes collections : ainsi The Society of Spectacle est publié dans la collection « Radical America Series ».
Entre 1971 et 1976, il travaille sur plusieurs livres, des originaux ainsi que des traductions, notamment la critique satirique Manual for Revolutionary Leaders, de Micheal Velli, le roman épistolaire Letters of Insurgents (en), qu'il publie sous les pseudonymes de Sophia Nachalo et Yarostan Vochek, les deux « insurgés » qui s'échangent les lettres, L'Histoire du mouvement makhanoviste : 1918-1921, de Piotr Archinov, La Révolution inconnue, de Voline, et L'Errance de l'humanité, de Jacques Camatte. Au cours des mêmes années, Perlman commence à jouer du violoncelle, souvent dans des sessions de musique de chambre deux fois par semaine. En 1971, lui et son épouse font un voyage en voiture jusqu'en Alaska.
En 1976, Perlman subi une intervention chirurgicale pour remplacer une valve cardiaque endommagée. Après, il aide à écrire et à jouer Who's Zerelli?, une pièce de théâtre critiquant les aspects autoritaires du corps médical.
De 1977 à 1980 il étudie et retrace l'histoire du monde. Durant ces années, il voyage en Turquie, en Égypte, en Europe et dans des régions des États-Unis pour visiter des sites historiques avec sa femme. En 1980, il commence une histoire complète de The Strait, sur la région de Détroit et de ses environs. Il ne termine pas ce travail et les premiers et derniers chapitres restent inachevés. En juillet 1985, il estime qu'il lui faudrait huit ou dix mois pour compléter et éditer le manuscrit.
Perlman et sa femme participent au magazine anarchiste antiautoritaire Fifth Estate (périodique), faisant la composition et la relecture ainsi qu'en rédigeant des articles.
En 1982 et 1983, il suspend les travaux sur The Strait pour écrire sa mise en accusation de la société technologique Against His-story, Against Leviathan!,,. L'historien de l'anarchisme John P. Clark déclare que cet essai décrit la critique de Perlman de ce qu'il considérait comme « l'histoire millénaire de l'assaut de la méga-machine technologique sur l'Humanité et la Terre ». Clark note également que l'ouvrage traite des « mouvements anarchistes spirituels » tels que le mouvement des Turbans Jaunes dans la Chine ancienne et celui des Frères du Libre Esprit dans l'Europe médiévale.
En 1983, Perlman rejoint la section de violoncelle de l'Orchestre Dearborn et en juin 1985 il participe à des quatuors de Mozart et Schumann d'un programme de Physicians for Social Responsibility,.
En 1984, Perlman écrit un ouvrage sur le sujet du nationalisme appelé The Continuing Appeal of Nationalism,. Il y affirme que « les nationalistes de gauche ou révolutionnaire insistent sur le fait que leur nationalisme n'a rien en commun avec le nationalisme des fascistes et des nationaux-socialistes, qu'il existe un nationalisme des opprimés qui offre une libération personnelle et culturelle [et] pour contester ces réclamations et de les voir dans un contexte [il demande] ce que le nationalisme est, non seulement le nouveau nationalisme révolutionnaire, mais aussi l'ancien conservateur » et il conclut que le nationalisme est une aide au contrôle capitaliste de la nature et les personnes, indépendamment de son origine. Le nationalisme fournit donc une forme à travers laquelle « chaque population opprimée peut devenir une nation, un négatif photographique de la nation oppressive [et qu']il n'y a aucune raison sur cette Terre pour les descendants des persécutés de rester persécutés quand le nationalisme leur offre la perspective de devenir persécuteurs. Les parents proches ou éloignés des victimes peuvent devenir une nation-état raciste, ils peuvent eux-mêmes mettre d'autres personnes dans des camps de concentration, faire ce qu'ils veulent des autres, perpétrer une guerre génocidaire contre eux, se procurer des capitaux préliminaire en les expropriant ».
En 1985, Perlman écrit deux essais sur Nathaniel Hawthorne, que Perlman considère, avec Thoreau et Melville, contemporains de Hawthorne, comme un critique de la technologie et de l'impérialisme.
Le 26 juillet, 1985, Perlman subit une opération de chirurgie cardiaque à l'Hôpital Henry Ford et décède.
En 1989, sa veuve Lorraine Perlman publie une biographie de Fredy, Having Little, Being Much, dans l'imprimerie qu'ils ont fondé, Black & Red. Lorraine Perlman continue à éditer à Détroit et contribue encore à Fifth Estate.

## Publications sélectionnées
- 1965 : Obituary for Paul Baran[n 25],[25].
- 1968 : Essay on Commodity Fetishism[n 7],[7].
- 1969 : The Reproduction of Daily Life[n 11],[10]
- 1969 : Worker-student action committees, France, May '68[n 8],[8] écrit avec Roger Gregoire.
- 1972 : Manual for Revolutionary Leaders[n 15],[16].
- 1977 : Ten Theses on the Proliferation of Egocrats[n 26],[26].
- 1983 : Against His-Story, Against Leviathan![n 1],[1].
- 1983 : « Anti-semitism and the Beirut Pogrom »[n 27],[27].
- 1984 : The Continuing Appeal of Nationalism[n 23],[23].

En français
- Anthologie de textes courts (1968-1988), Fredy Perlman,  Ravage Editions, février 2016
- Contre le Léviathan, contre son histoire, L’Âne-alphabet, 2016, notice CIRA.

En espagnol
- (es) Contra el Leviatán y contra su historia, Descontrol, Segadores, Barcelone, 2019, 460 pages.
- (es) El persistente atractivo del nacionalismo y otros escritos, Pepitas, Logroño, 2013, 192 pages.